# توکاهای زمینی
توکاهای زمینی (نام علمی: Geokichla) پرندگانی با جثه متوسط هستند که عمدتاً حشره‌خوار یا همه‌چیزخوار از تیرهٔ توکایان (Turdidae) هستند. آنها به‌طور سنتی در سردهٔ Zoothera فهرست می‌شدند، اما مطالعات تبارزایی مولکولی منتشرشده در سال ۲۰۰۸ سبب جای دادن آنها در یک سردهٔ جداگانه شد.

## آرایه‌شناسی
سردهٔ Geokichla در سال ۱۸۳۶ توسط طبیعت‌شناس آلمانی زالومون مولر با Turdus citrinus Latham، ۱۷۹۰، توکای سرنارنجی، به عنوان گونه نماد معرفی شد. نام سردهٔ ترکیبی از یونان باستان geō- به معنی «زمین» با kikhlē به معنای «توکا» است.
این گونه‌ها در گذشته در سردهٔ Zoothera قرار می‌گرفتند. تجزیه و تحلیل تبارزایی مولکولی توسط گری وولکر و همکارانش که در سال ۲۰۰۸ منتشر شد، نشان داد که Zoothera چندتبار است. برای ایجاد سردهٔ تک‌تبار، ۲۱ گونه از Zoothera به سردهٔ زنده‌شدهٔ Geokichla منتقل شدند.